# 南亮進
南 亮進（みなみ りょうしん、1933年 - ）は日本の経済学者。経済学博士(一橋大学)。一橋大学名誉教授、中国経済学会初代会長。専攻は元々経済成長が中心であったが特に90年代以後は中国経済についての研究を行っている。日経・経済図書文化賞受賞。2017年4月、瑞宝中綬章受章。

## 人物
- 1957年一橋大学を卒業し1962年に一橋大学で博士号を取得。中山伊知郎ゼミ出身[2]。一橋大学経済研究所教授を経て、一橋大学名誉教授。東京経済大学教授、城西大学客員教授、東洋大学客員研究員も歴任。
- 後に共著者になる牧野文夫法政大学教授[3]や、劉徳強京都大学教授[4]、杜進拓殖大学教授、関権中国人民大学教授[5]、郝仁平東洋大学教授などは、南ゼミ出身の教え子である
- 父は南亮三郎(人口学)[6]。

## 著作

### 単著
- 『日本経済の転換点』創文社（日経・経済図書文化賞受賞）

### 共著・共編著
- 南亮進・牧野文夫『日本の経済発展』（東洋経済新報社、1981年）
- 南亮進・清川雪彦『日本の工業化と技術発展』（東洋経済新報社、1987年）
- 南亮進・西沢保編『デモクラシーの崩壊と再生―学際的接近』（日本経済評論社, 1998年）
- 南亮進・牧野文夫編『流れゆく大河―中国農村労働の移動』. 日本評論社 1999

## 活動
- 理論経済学会
- 人口学研究会
- 中国経済学会 ：（自身が中心となり設立・初代会長を務める）